# 楊敏盛
楊敏盛（1940年12月24日—），國立臺灣大學醫學院畢業，曾任臺大醫院主治醫師，中山醫學院、中國醫藥學院兼任副教授，桃園縣醫師公會理事長，第一屆國民黨立法委員，敏盛綜合醫院院長，敏盛醫控股份有限公司董事長，新生醫護管理專科學校校長，財團法人怡仁愛心基金會董事長，敏盛醫療體系總裁，財團法人聯合醫學基金會董事長，醫院行政協會理事長。

## 外部連結
- .   [2020-09-11]. （原始内容存档于2014-10-29） （中文（臺灣））.